# Bajaur

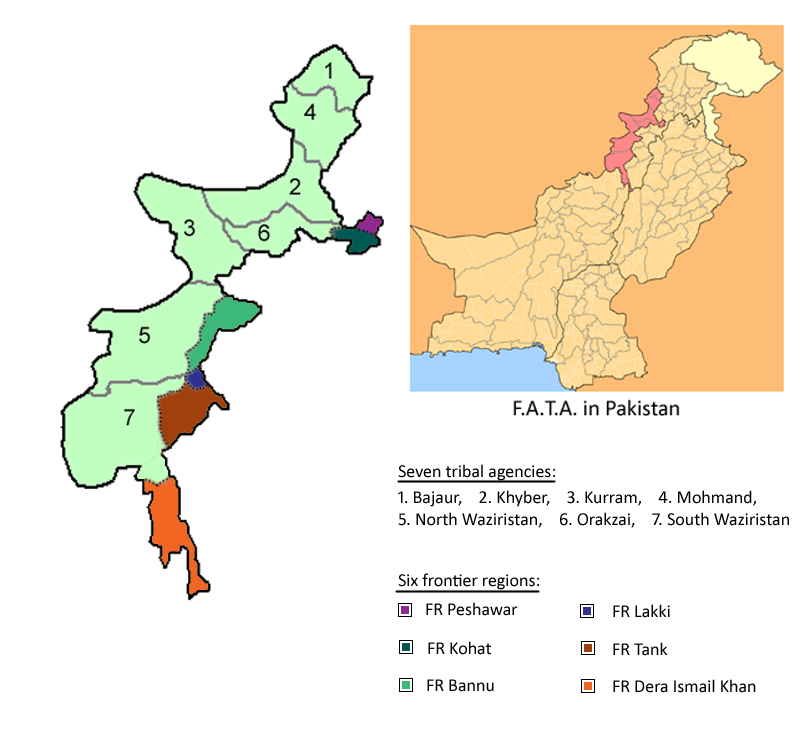
Agencies und Frontier Regions in den Stammesgebieten unter Bundesverwaltung – Bajaur befindet sich im Norden und ist mit der 1 gekennzeichnet

Bajaur (Urdu باجوڑ ایجنسی; englisch Bajaur Agency; paschtunisch باجوړ ایجنسۍ) war bis 2018 ein pakistanisches Stammesgebiet unter Bundesverwaltung und grenzt an die afghanische Provinz Kunar. Bajaur war das nördlichste Stammesgebiet und hatte eine Fläche von 1.290 km². 1998 lebten dort 595.227 Einwohner. Der größte Ort in Bajaur ist Khar. Seit 2018 gehört Bajaur zur Provinz Khyber Pakhtunkhwa.

## Geschichte
Der Fund des Siegelrings eines gewissen Theodamas, eines Indo-Griechen, der im ersten Jahrhundert nach Christus lebte, belegt, dass das Gebiet um Bajaur schon in ältester Zeit bewohnt war.
Im April 2008 wurde berichtet, dass die islamistische Gruppe Lashkar-e-Islam ihr Hauptquartier nach Bajaur verlegt habe.
Am 1. September 2011 wurden 60 Teenager aus der Region bei einem Ausflug anlässlich des Eid ul-Fitr verschleppt. 20 unter Zehnjährige wurden gleich wieder zurückgeschickt. Danach wurden abermals zehn Kinder im Alter zwischen zwölf und 14 Jahren freigelassen. Derzeit (Stand 5. September) sollen noch 30 Kinder in der Gewalt der Entführer sein. Laut dem Chef der Verwaltung in der Region, Islam Zaif Khan, handelte es sich bei den Entführern um afghanische Taliban, die mit dieser Aktion einen regierungstreuen Stamm unter Druck setzen wollen. Diese bestritten allerdings, dass sich die Kinder in Afghanistan aufhalten würden. Ein Sprecher der Tehrik-i-Taliban Pakistan (TTP) erklärte, die Entführung war ein Racheakt gegen den Stamm der Mamoond, der eine Miliz aufgestellt habe, die gegen die TTP kämpfte.